# Tat Marina
Tat Marina (sinh ngày 21 tháng 10 năm 1983) là phụ nữ người Campuchia sống sót sau vụ tạt axit vào năm 1999. Tat Marina thu hút sự chú ý của công chúng khi cô bị tạt axit năm 16 tuổi trong một vụ đánh ghen, được cho là do vợ của một quan chức cấp cao trong chính phủ Campuchia dàn xếp. Vụ tạt axit xảy ra giữa ban ngày ban mặt. Chẳng có thủ phạm nào bị bắt giữ khi Marina lâm nạn mặc cho dư luận lên tiếng.
Tat Marina hiện đã có gia đình, có hai con và đang sống theo diện tị nạn chính trị tại Mỹ.

## Thân thế
Marina bán trái cây lắc khi cô 14 tuổi, lớn lên trong hoàn cảnh nghèo khó, để kiếm đủ tiền trả viện phí cho cha cô và nuôi những người còn lại trong gia đình. Cô bắt đầu dành dụm một số tiền kiếm được để đến những quán karaoke nhỏ tập hát với hy vọng trở thành một ngôi sao karaoke. Năm 1998, Tat Marina được một công ty chuyên sản xuất video karaoke thuê vào làm việc.
Tại đây, cô bị bắt quả tang có quan hệ tình cảm với một người đàn ông đã có gia đình vốn là một quan chức cấp cao trong chính phủ. Lúc đầu, ông ta nói dối cô rằng ông ấy là người Mỹ gốc Campuchia đang làm ăn ở Campuchia.
Marina đang cho cháu gái 3 tuổi ăn uống tại một khu chợ trung tâm thủ đô Phnôm Pênh thì bất ngờ bị một vài người đàn ông lôi xuống đất và đánh đập khiến cô bất tỉnh. Người phụ nữ được cho là vợ của quan chức cấp cao Campuchia đã đổ 5 lít axit nitric. Những kẻ tấn công cũng tự để lại sẹo bằng một ít axit khi hành sự. Chẳng có bất kỳ hung thủ nào bị cảnh sát bắt giữ trong vụ tạt axít. Khuôn mặt của Marina mau chóng biến dạng. Cô bị mất cả hai tai, một nửa thính giác và khứu giác.
Khi trả lời phỏng vấn tờ Phnom Penh Post, Marina cho biết cô tin rằng người phụ nữ đó chính là vợ của Svay Sitha, hiện giữ chức Trưởng Bộ phận Quan hệ Báo chí Nhanh của Hội đồng Bộ trưởng. Ông ta đã ra trình báo cảnh sát về vợ mình là Khoun Sophal mãi về sau mới bị buộc tội nhưng cho đến nay vẫn trốn tránh chính quyền. Marina bèn hợp tác với nhà làm phim tài liệu người Mỹ tên gọi Skye Fitzgerald trong một video tài liệu kể về đời cô mang tên "Finding Face".
Năm 2008, một lớp viết sáng tạo tại Đại học Stanford đã viết và vẽ minh họa cho một cuốn tiểu thuyết đồ họa có tựa đề "Shake Girl", một phần dựa trên câu chuyện của Tat Marina.

## Sau khi bị tạt axit
Tat Marina liền bay đến Việt Nam và Mỹ để được phẫu thuật y tế miễn phí trong khi nhận sự hỗ trợ từ người anh cùng cha khác mẹ tên là Ta Sequndo, trợ lý y tế người Mỹ gốc Campuchia sống ở Hoa Kỳ. Năm 2010, các thành viên trong gia đình cô lo sợ cho sự an toàn của họ về sau đã bỏ trốn khỏi Campuchia. Họ hiện đang cư trú tại Hà Lan.
Campuchia đã soạn thảo luật hạn chế buôn bán axit và vạch ra hình phạt cho thủ phạm của các vụ tấn công. Luật này được thông qua vào cuối năm 2011.